# Odmulacz akwarystyczny

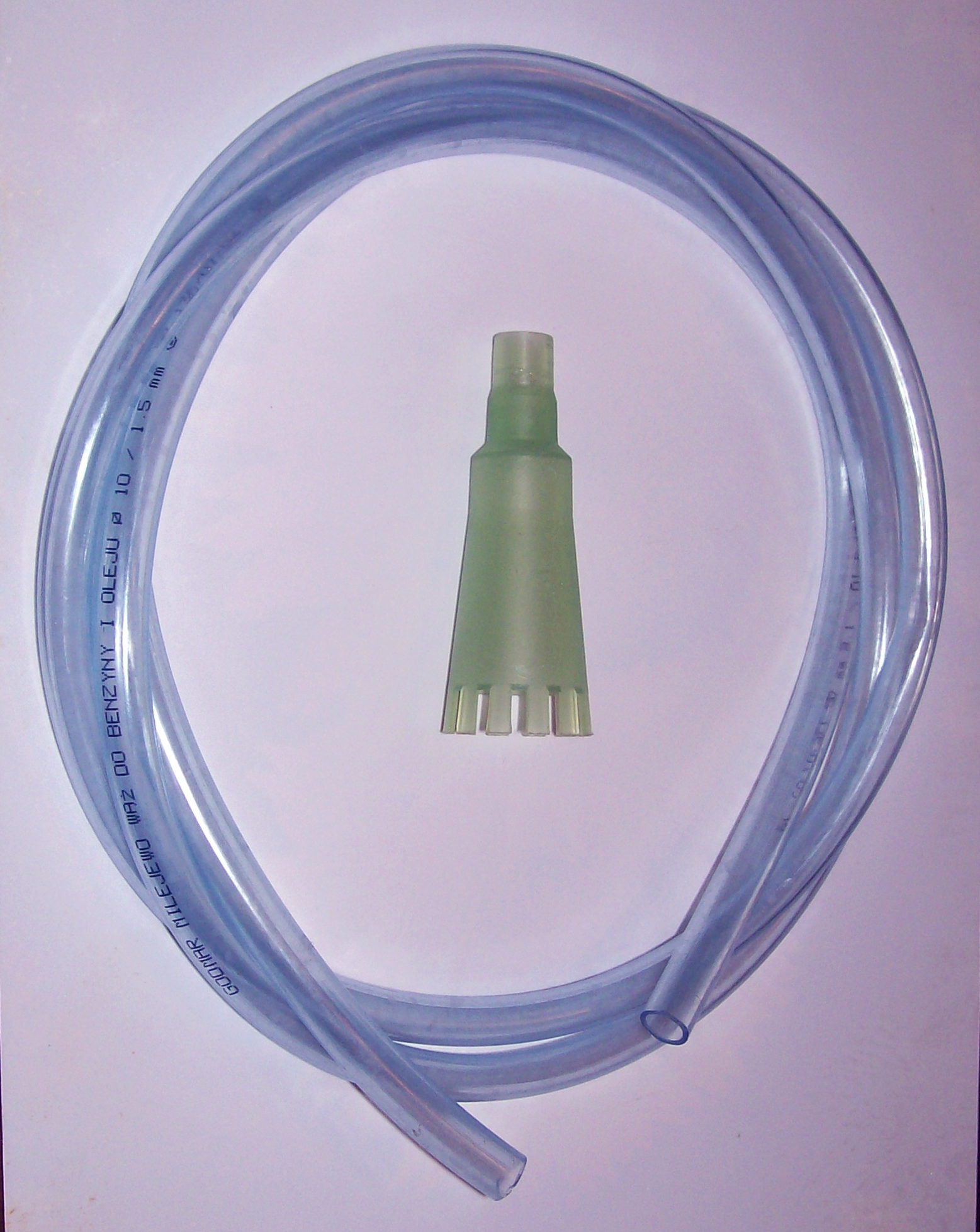
Odmulacz żłożony z wężyka i końcówki zbierającej muł. Zassana woda jest pobierana z akwarium wraz z osiadłym mułem.

Odmulacz – urządzenie które pomaga w oczyszczaniu dna akwarium z resztek pokarmu i mułu. Jest  to jeden z niezbędnych przedmiotów potrzebnych akwaryście. Istnieją dwa typy odmulaczy: 
- odmula i spuszcza wodę w akwarium
- taki, do którego potrzebne są baterie lub napowietrzacz

Ten drugi działa na zasadzie:
1. wytwarza podciśnienie, które zasysa wodę
2. przepuszcza ją przez sitko
3. zanieczyszczenia osiadają w zbiorniczku odmulacza
4. woda zostaje z powrotem wlewana do akwarium